# Ashleigh Barty
Pour les articles homonymes, voir Barty.
Ashleigh Barty est une joueuse de tennis  australienne, née le 24 avril 1996 à Ipswich (Queensland). Elle a été professionnelle de 2012 à 2014, puis de 2016 à 2022.
Elle a également été joueuse de cricket.
Elle a remporté quinze titres WTA en simple, dont Roland-Garros en 2019, Wimbledon en 2021 et l'Open d’Australie en 2022 ainsi que douze titres en double dames, dont l'US Open en 2018, associée à Coco Vandeweghe.
Victorieuse du tournoi de Miami en 2019, elle remporte son premier tournoi du Grand Chelem quelques mois plus tard, en s'imposant à Roland-Garros. Au bénéfice d'un nouveau titre deux semaines plus tard à Birmingham, elle atteint la première place mondiale qui n'avait pas été occupée par une Australienne depuis Evonne Goolagong, d'origine aborigène comme elle, quarante-trois ans auparavant. Elle termine la saison 2019 en gagnant les Masters et conclut ainsi sa saison à la première place.
En 2021, elle remporte à Wimbledon son deuxième titre du Grand Chelem face à Karolína Plíšková et en 2022 son troisième en battant à Melbourne l’Américaine Danielle Collins, sans avoir concédé le moindre set durant le tournoi.
Le 23 mars 2022, à seulement 25 ans, elle annonce sa retraite sportive, cédant ainsi sa place de numéro 1 mondiale à la jeune Polonaise Iga Świątek.

## Carrière

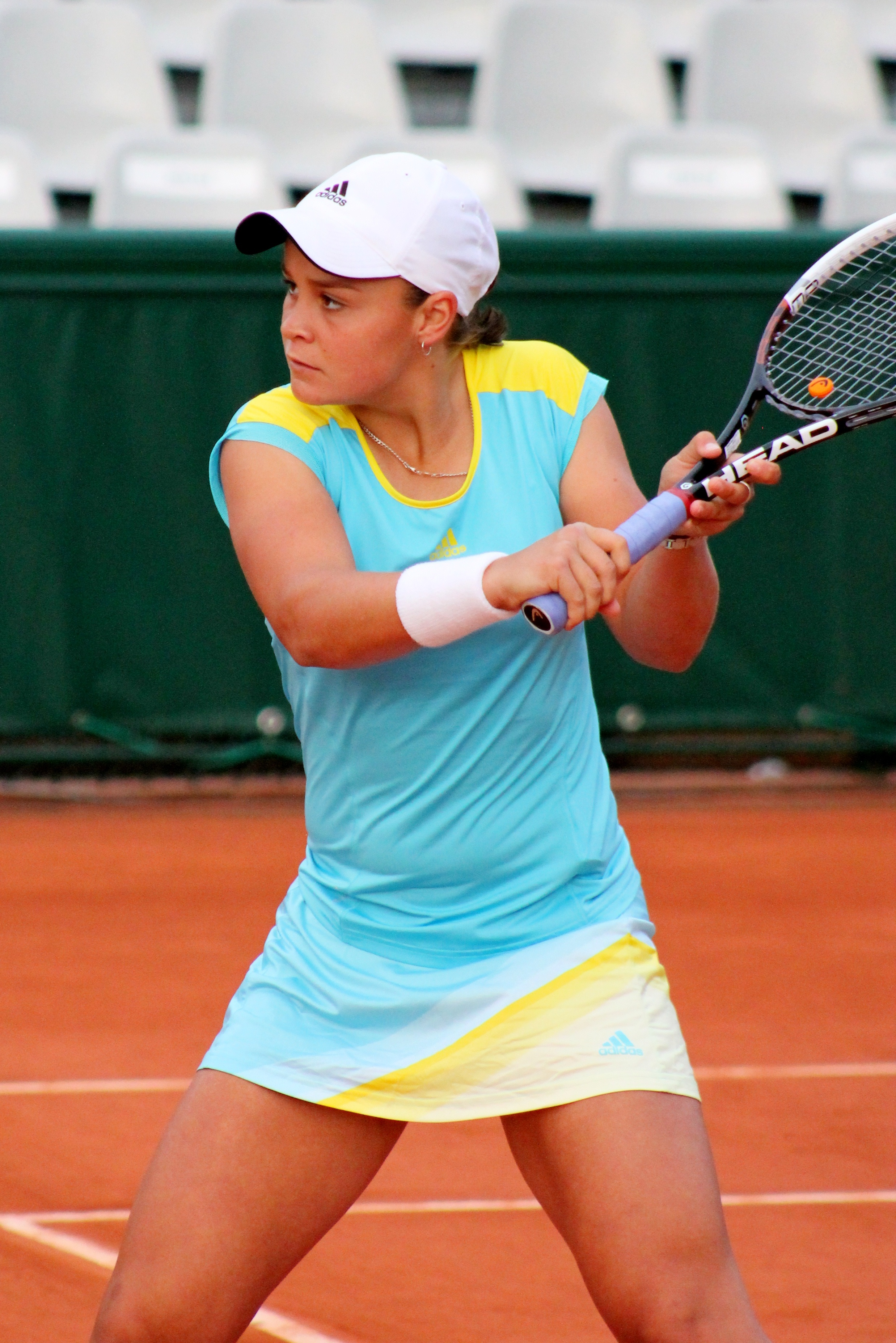
Barty à Roland-Garros en 2013.

Ashleigh Barty remporte le tournoi de Wimbledon junior en simple en 2011, à l'âge de 15 ans.
Sélectionnée pour représenter l'Australie à la Hopman Cup 2013, elle remporte deux simples : contre Andrea Petkovic, sur abandon malgré la perte du premier set, et gagne contre Francesca Schiavone (6-0, 6-3), la meilleure performance de sa carrière en simple. Elle est battue par Ana Ivanović dans le match décisif contre la Serbie.
Ashleigh Barty reçoit une invitation pour l'Open d'Australie 2013. Elle est battue en simple au premier tour par la Slovaque Dominika Cibulková, tête de série no 15 (6-3, 0-6, 1-6). En revanche, elle crée la sensation en double, associée à sa compatriote Casey Dellacqua. Titulaire d'une wildcard, la paire atteint la finale en éliminant la tête de série no 3, Maria Kirilenko et Lisa Raymond (6-4, 6-4) et ne s'inclinant qu'en trois manches face aux no 1 mondiales Sara Errani et Roberta Vinci (2-6, 6-3, 2-6). Elles réalisent la même performance à Wimbledon en se débarrassant de la tête de série no 2 composée de Andrea Hlaváčková et de Lucie Hradecká en quart de finale (2-6, 6-2, 6-4) ainsi qu'à l'US Open en éliminant notamment les Russes Ekaterina Makarova et Elena Vesnina (6-2, 6-3).
Dans sa carrière, elle a remporté quatre tournois ITF en simple (en 2012) et neuf en double (quatre en 2012, deux en 2013, et trois en 2016).
Après avoir seulement participé à 52 tournois professionnels dans sa carrière (avec une moyenne de quinze tournois par an), elle décide de se retirer du circuit après sa défaite en quart de finale en double mixte de l'US Open 2014.
En 2016, elle revient sur le circuit ITF, issue des qualifications, elle sort Urszula Radwańska, puis Daniela Hantuchová avant de s'incliner face à Alison Riske en quart de finale.

### 2017: première finale dePremier 5à Wuhan et premier titre
Pour la saison 2017, Barty est en dehors du top 200 au moment de disputer l'Open d'Australie. Elle passe pour la première fois deux tours en Grand Chelem en simple, battant Annika Beck (6-4, 7-5) puis Shelby Rogers (7-5, 6-1), avant de perdre (4-6, 6-3, 3-6) contre la qualifiée Mona Barthel.
Début mars, elle remporte le tournoi de Kuala Lumpur en battant Irina Falconi (6-3, 5-7, 6-0), Miyu Kato (6-3, 6-0), Zhang Kai-Lin (6-0, 7-62) et Han Xinyun (6-3, 7-5) pour s'offrir sa première finale en carrière. Elle bat Nao Hibino sur le score de (6-3, 6-2) malgré la pluie. Il s'agit de son 1er titre WTA en simple, et le 3e en double avec sa compatriote Casey Dellacqua contre Nicole Melichar et Makoto Ninomiya (7-65, 6-3).
Elle acquiert son 4e titre en double à l'occasion des Internationaux de Strasbourg fin mai sur terre battue. Toujours avec Casey Dellacqua, elle y bat en finale les sœurs Chan Hao-ching et Chan Yung-jan (6-4, 6-2). En simple, en tant que qualifiée, elle arrive jusqu'en quart de finale en battant facilement Çağla Büyükakçay (6-0, 6-1), puis Camila Giorgi (6-3, 6-0) ; avant de tomber contre la future finaliste et compatriote, Daria Gavrilova (4-6, 7-63, 6-75) au terme d'un gros match. La semaine suivante, elle prend part à Roland-Garros, où elle affronte Madison Keys au 1er tour, où elle s'incline (3-6, 2-6) sèchement.
Sur le gazon à Nottingham, elle atteint un nouveau quart mais perdant (3-6, 5-7) contre la 8e mondiale et finaliste du tournoi, Johanna Konta. La semaine d'après, elle réalise une grosse semaine pour atteindre la seconde finale de sa saison au tournoi Premier de Birmingham. Elle passe la qualifiée Markéta Vondroušová (7-5, 7-61), après la tête de série numéro 8, Barbora Strýcová (6-3, 3-6, 6-1), puis profite de l'abandon de Camila Giorgi en quart, avant de vaincre (3-6, 6-4, 6-3) la tête de série numéro 6, Garbiñe Muguruza. Elle s'incline sur la dernière marche contre la Tchèque, Petra Kvitová (6-4, 3-6, 2-6) en 1 h 49 et après avoir menée dans le match. Elle chute à Wimbledon dès le premier tour contre la 5e mondiale, Elina Svitolina (5-7, 6-78) réussissant un bon match malgré la défaite.
Sur le dur américain, à Toronto sortant des qualifications, elle arrive en 1/8 de finale en passant au tour d'avant, la tête de série numéro 16, Elena Vesnina (6-3, 5-7, 6-4), mais s'inclinant face à Garbiñe Muguruza (0-6, 6-3, 2-6). Après à Cincinnati, Barty atteint à nouveau les huitièmes en battant sa première top 10 en carrière, la 9e mondiale, Venus Williams (6-3, 2-6, 6-2). Elle perd (4-6, 2-6) face à la Danoise Caroline Wozniacki. Enfin à l'US Open, elle s'incline au 3e tour en perdant contre la future lauréate, Sloane Stephens (2-6, 4-6).
Ashleigh réalise le meilleur tournoi de son année sur la tournée asiatique au Premier 5 de Wuhan. Au premier tour, elle passe Catherine Bellis (7-5, 6-0), puis la 7e mondiale, Johanna Konta (6-0, 4-6, 7-63) dans un match indécis. Après elle enchaîne Agnieszka Radwańska (4-6, 6-0, 6-4) et la 4e mondiale, Karolína Plíšková (4-6, 7-63, 7-62) dans un match intense et physique pour se qualifier pour le dernier carré. Elle vainc facilement en 1 h 14 (6-3, 6-0) la 10e mondiale, Jeļena Ostapenko qui a commis trop de fautes directes dans la rencontre. Battant sa 3e top 10 cette semaine pour atteindre sa première finale de Premier 5 en carrière. Au terme d'une finale étouffante et très disputée, elle finit par s'incliner au terme d'un marathon de 2 h 43 contre la Française Caroline Garcia (7-63, 6-74, 2-6) qui remporte l'un de ses plus gros titres.
Pour son dernier tournoi de l'année au Masters bis de Zhuhai, Barty gagne ses deux matchs de simple en poule contre Anastasia Pavlyuchenkova (6-4, 6-1) en 1 h 14 et Angelique Kerber (6-3, 6-4) en 1 h 12. Elle s'incline en demi-finale contre Coco Vandeweghe (3-6, 3-6) en tout juste une heure.

### 2018: 2 titres et finale dePremier

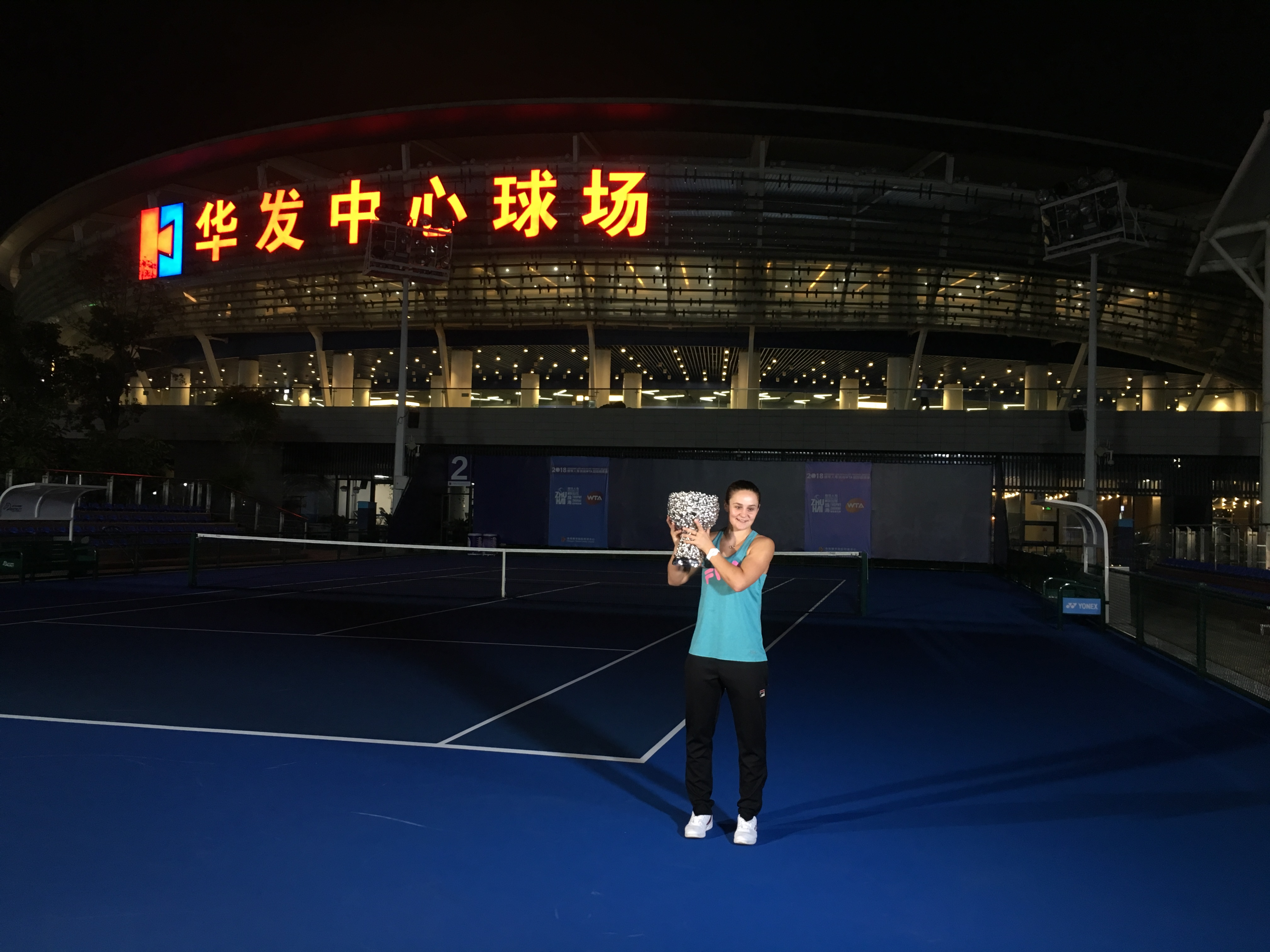
Ashleigh Barty en train de soulever son trophée après sa victoire au Masters bis de Zhuhai en 2018.

À son 2e tournoi de la saison 2018, Ashleigh se qualifie chez elle pour la finale du tournoi Premier de Sydney. Elle passe la qualifiée Verónica Cepede Royg, puis sa compatriote Ellen Perez, Barbora Strýcová et enfin, une autre compatriote, Daria Gavrilova en demie (3-6, 6-4, 6-2). Elle perd contre Angelique Kerber (4-6, 4-6) de retour en bonne forme pour ce début de saison. À l'Open d'Australie, après des rencontres remportées en trois manches face à Aryna Sabalenka et Camila Giorgi, elle s'incline au 3e tour contre Naomi Osaka.
Au tournoi de Miami, Barty atteint le 4e tour mais s'incline (5-7, 4-6) face à la 4e mondiale, Elina Svitolina. Sur terre battue en mai aux Internationaux de Strasbourg, elle franchit les demies sans problème mais doit abandonner contre Anastasia Pavlyuchenkova lors de son match.
Sur le gazon de Nottingham en tant que tête de série numéro 1, l'Australienne remporte le 2e titre de sa carrière après des victoires sur Naomi Osaka (6-3, 6-4) et la locale Johanna Konta (6-3, 3-6, 6-4) en finale. Puis elle fait un 1/4 de finale à Eastbourne en perdant face à la future lauréate et 2e mondiale, Caroline Wozniacki.
En août au tournoi du Canada, elle atteint les demi-finales en battant une top 20 sur son parcours : Kiki Bertens (6-3, 6-1), avant de s'incliner face à la no 1 mondiale et future vainqueur, Simona Halep. Lors de l'US Open, Barty atteint les 1/8 de finales sans perdre un set mais tombe (4-6, 4-6) face à la 8e mondiale, Karolína Plíšková.
En tant que finaliste au tournoi de Wuhan, l'Australienne remet en jeu beaucoup de points sur cette semaine. Elle bat Johanna Konta (7-5, 6-4), après Zheng Saisai, puis la 3e mondiale, Angelique Kerber (7-5, 6-1) et en quart Anastasia Pavlyuchenkova (6-2, 5-7, 6-4) dans un match compliqué. Avant de perdre en 1/2 finale contre la jeune Aryna Sabalenka (6-72, 4-6) en 1 h 25 qui remportera le tournoi.
Elle ne revient sur les courts que pour le Masters bis de Zhuhai au 30 octobre. Placée dans le groupe Orchidée, elle s'incline pour son premier match de poule face à Sabalenka (4-6, 4-6) en 1 h 25 mais remporte son dernier match face à la Française Caroline Garcia (6-3, 6-4) en 1 h 15. Elle se qualifie pour la finale après 1 h 47 de jeu (4-6, 6-3, 6-2) contre Julia Görges. Elle remporte la finale face à la locale, Wang Qiang (6-3, 6-4) en 1 h 21 et soulève le 2e trophée de sa saison.

### 2019:1ertitre en Grand Chelem à Roland-Garros,no1mondiale,1ertitreenPremier Mandatoryet régularité dans l'élite mondiale

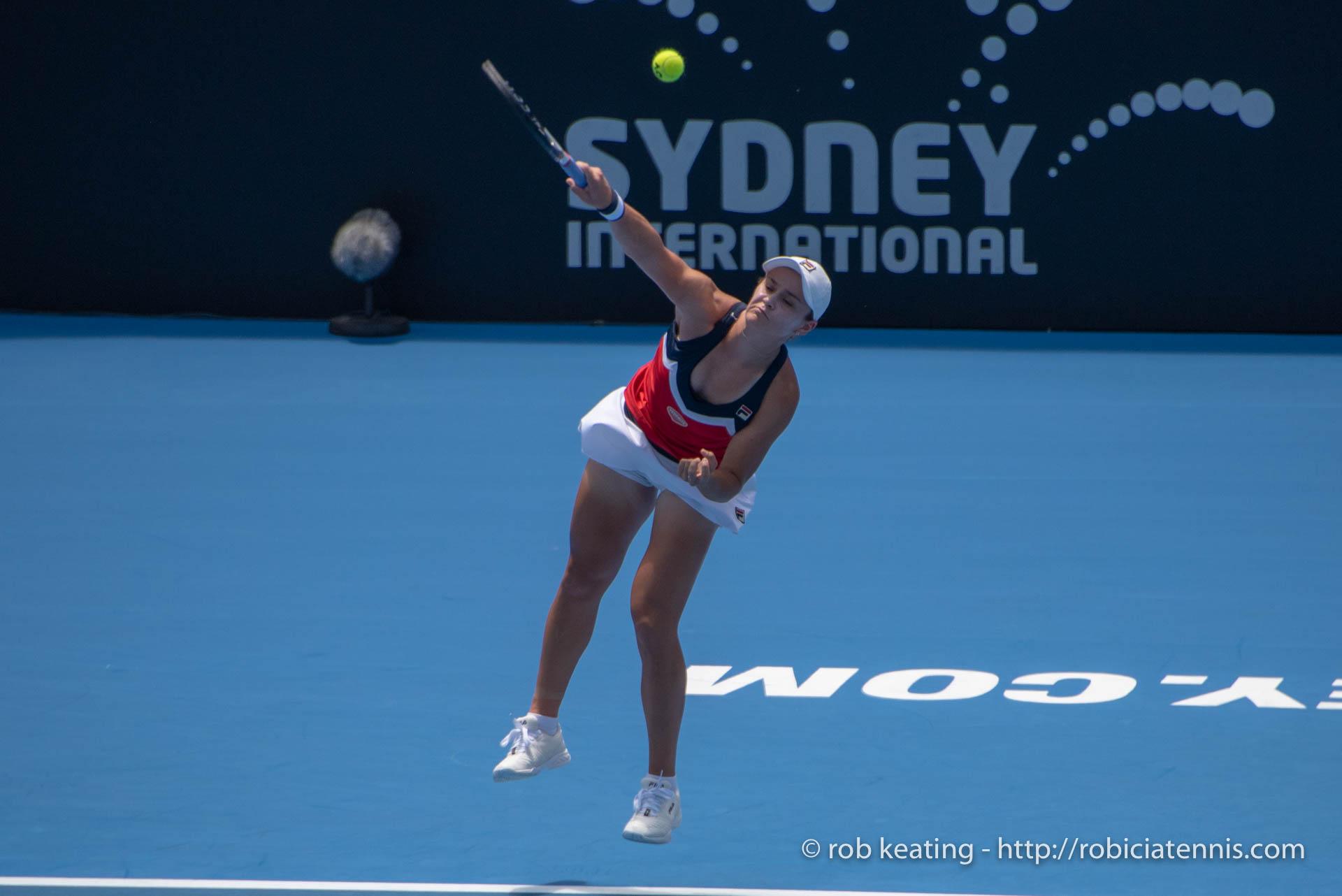
Ashleigh Barty effectuant son service au tournoi de Sydney en 2019.

Pour son 1er tournoi de la saison 2019, Barty se qualifie chez elle, comme l'année précédente, pour la finale du tournoi Premier de Sydney. Elle passe facilement Jeļena Ostapenko (6-3, 6-3), puis la no 1 mondiale, Simona Halep (6-4, 6-4), après Elise Mertens (6-3, 6-3) et enfin la 9e mondiale, Kiki Bertens en demie (6-74, 6-4, 7-5) au terme d'un match à suspense. Elle perd contre la Tchèque Petra Kvitová alors 8e mondiale (6-1, 5-7, 6-73), au terme d'un nouveau match à rebondissements. À l'Open d'Australie, après des rencontres remportées en trois manches face à Luksika Kumkhum, Wang Yafan et María Sákkari, elle bat pour la première fois Maria Sharapova (4-6, 6-1, 6-4), la qualifiant pour son premier quart de finale en Grand Chelem et devenant la première Australienne depuis 2009 à atteindre ce stade. Elle s'incline sèchement (1-6, 4-6) en tout juste une heure de jeu contre la future finaliste, Petra Kvitová,.
En mars au tournoi d'Indian Wells, elle s'incline en 1/8 de finale (6-78, 7-5, 4-6) dans une rencontre intense et avec beaucoup de rebondissements face à la 6e mondiale, Elina Svitolina. Elle enchaîne avec la même motivation et envie de gagner sur le tournoi de Miami. Exemptée de 1er tour comme en Californie, elle passe sans perdre de set Dayana Yastremska et sa compatriote Samantha Stosur avant de vaincre la 8e mondiale, Kiki Bertens (4-6, 6-3, 6-2) pour rallier les quarts de finale en 1 h 53 de jeu. Elle réussit l'exploit de battre pour la première fois de sa carrière la Tchèque et 3e mondiale Petra Kvitová (7-66, 3-6, 6-2) au terme d'un match de deux heures et demie de jeu âpre. Elle file en finale après sa victoire expéditive (6-3, 6-3) en 1 h 17 contre Anett Kontaveit en effaçant ses breaks de retard de chaque set. Avec autorité, l'Australienne remporte le titre le plus important de sa carrière (pour le moment) en battant (7-61, 6-3) après 1 h 39 de jeu la 7e mondiale, Karolína Plíšková,.
Grâce à sa superbe semaine, elle intègre également pour la première fois le top 10 avec une neuvième place mondiale.
Le 8 juin, elle remporte la finale du simple dames de Roland-Garros face à la jeune Tchèque Markéta Vondroušová, en 1 h 10 min  (6-1, 6-3),.Au préalable, elle passe les Américaines Jessica Pegula et Danielle Collins en deux manches, puis l'Allemande Andrea Petkovic pour atteindre les 1/8 de finales. À ce moment, elle n'affronte que des Américaines jusqu'en finale. D'abord elle bat dans un match décousu Sofia Kenin (6-3, 3-6, 6-0), puis la tête de série no 14 Madison Keys (6-3, 7-5) en 1 h 10 et la jeune Amanda Anisimova de seulement 17 ans, qu'elle parvient à battre (64-7, 6-3, 6-3) en 1 h 53 après la perte du premier set,.
Grâce à cette première finale et ce premier titre en Grand Chelem, l'Australienne reçoit de nombreux messages de félicitations de ses compatriotes et devient la nouvelle dauphine au classement WTA.

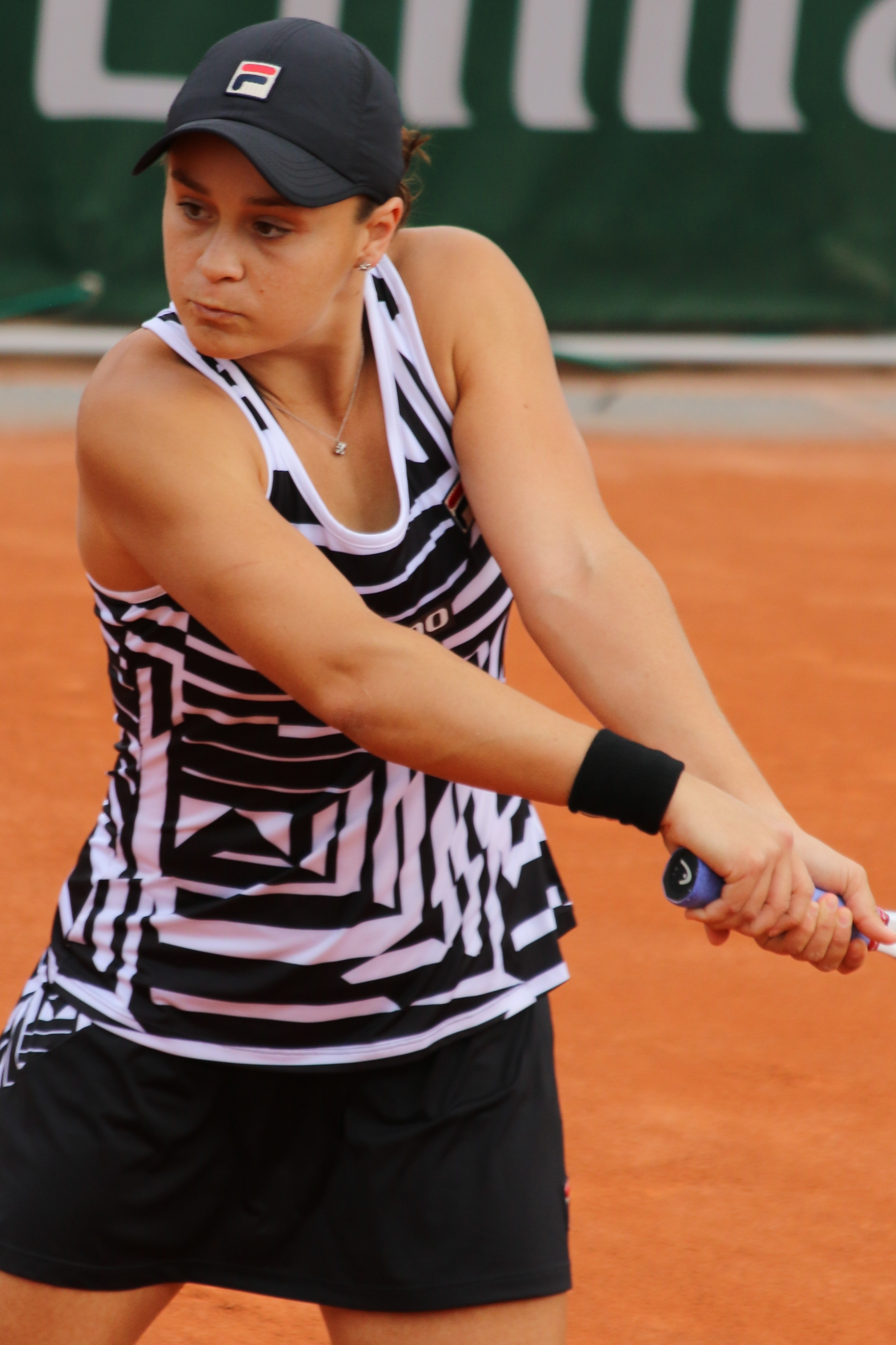
Ashleigh Barty aux Internationaux de France en 2019.

Quelques jours plus tard, Barty s'impose au tournoi de Bimingham, sur gazon, au détriment de Julia Görges, et accède au sommet du classement WTA. Elle devient ainsi la première joueuse Australienne à devenir numéro une mondiale depuis Evonne Goolagong en 1976. Au tournoi de Wimbledon, Barty crée la déception en s'inclinant en huitièmes de finale face à Alison Riske (6-3, 2-6, 3-6), après trois premiers tours très maîtrisés. 
Début août, elle se fait éliminer dès le premier tour du tournoi de Toronto par l'Américaine Sofia Kenin sur le score serré de (7-65, 3-6, 4-6), et perd sa première place mondiale au profit de Naomi Osaka. Semblant plus relâchée, l'Australienne retrouve son meilleur niveau lors du tournoi de Cincinnati, où elle défait successivement Maria Sharapova (6-4, 6-1), Anett Kontaveit puis María Sákkari (5-7, 6-2, 6-0) pour atteindre la demi-finale face à la vétérane Svetlana Kuznetsova, au terme de laquelle la Russe s'impose 6-2, 6-4, privant ainsi l'Australienne d'un retour au sommet du classement mondial.
Lors de l'US Open, Barty débute par des succès rassurants, dominant Zarina Diyas au premier tour (1-6, 6-3, 6-2), puis Lauren Davis (6-2, 7-62) au second et enfin María Sákkari, sur le score de (7-5, 6-3). Qualifiée pour les huitièmes de finale face à Wang Qiang, l'Australienne ne parvient pas à trouver ses marques ni dicter son jeu, et au terme d'une rencontre ponctuée de trente-neuf fautes directes, elle s'incline nettement (2-6, 4-6). En dépit de cet échec, Barty est assurée de retrouver son rang de numéro un mondiale à la suite de la défaite d'Osaka. Bien qu'éliminée en simple, elle réalise un parcours plus que convaincant en double dames, associée à la Biélorusse Victoria Azarenka, les deux jeunes femmes atteignant la demi-finale de la compétition après avoir écarté au tour précédent la paire composée de Timea Babos et Kristina Mladenovic. Victorieuses de Viktória Kužmová et Aliaksandra Sasnovich sur le score de 6-0, 6-1, elles participent à la finale, la seconde consécutive pour l'Australienne dans ce tournoi et dans cette catégorie. Opposées à la paire composée d'Elise Mertens et Aryna Sabalenka, elles s'inclinent finalement (5-7, 5-7).
Remontée à la première place mondiale le 9 septembre, Barty devient par la même occasion la première joueuse qualifiée pour le Masters de Shenzhen. À la fin de ce même mois, l'Australienne décroche une demi-finale au tournoi de Wuhan, mais comme l'année précédente, elle s'incline au terme de celle-ci face à la future lauréate de la compétition, Aryna Sabalenka sur le score de (5-7, 4-6). Touchée au mollet gauche, Barty aborde néanmoins le tournoi Premier Mandatory de Pékin avec confiance. À cette occasion, Barty réalise un parcours brillant, dominant notamment Petra Kvitová en trois manches (4-6, 6-4, 6-3), puis Kiki Bertens (6-3, 3-6, 7-67) après avoir sauvé une balle de match. L'Australienne rallie ainsi la finale, la seconde de sa saison dans cette catégorie, face à la no 2 mondiale Naomi Osaka, dans un duel attendu. Au terme d'un match disputé, Barty s'incline finalement (6-3, 3-6, 2-6) en 1 h 50.
Membre du groupe rouge aux Masters elle se retrouve avec Naomi Osaka, Petra Kvitová, et la Suissesse Belinda Bencic. Pour son premier match, le 27 octobre, elle bat Belinda Bencic en trois manches après un démarrage diesel et 1 h 57 (5-7, 6-1, 6-2). Pour son deuxième match de poule, elle s'incline face à Kiki Bertens (qui remplace Naomi Osaka blessée à l'épaule droite) en trois sets (6-3, 3-6, 4-6) et 2 h 9 de jeu. Enfin pour son dernier match de poule, elle bat Petra Kvitová sans trop de difficulté (6-4, 6-2) et 1 h 28 pour atteindre le dernier carré à sa première tentative. Elle bat par la suite en demi-finale Karolína Plíšková (4-6, 6-2, 6-3) après 1 h 43 de match, et se voir l'occasion de remporter un autre gros trophée. Elle s'impose en finale contre la no 8 mondiale, l’Ukrainienne Elina Svitolina (6-4, 6-3) en 1 h 26.
Ashleigh Barty termine l'année à la première place mondiale.
Le 9 et 10 novembre, elle dispute la finale de la Fed Cup qu'elle perd face à la France. Elle écrase Caroline Garcia lors son premier match (6-0, 6-0) avant de perdre face à Kristina Mladenovic (6-2, 4-6, 61-7) et de perdre le double décisif avec Samantha Stosur (4-6, 3-6) face à Kristina Mladenovic et Caroline Garcia.

### 2020: 1/2 finaliste à l'Open d'Australie
Ashleigh Barty commence la saison australienne en disputant le tournoi de Brisbane. Elle s'incline dès son entrée en lice contre l’Américaine Jennifer Brady. Elle se rattrape la semaine suivante au tournoi d'Adélaïde en battant successivement Pavlyuchenkova (4-6, 6-3, 7-5), Markéta Vondroušová (6-3, 6-3), Danielle Collins (3-6, 6-1, 7-65) et enfin l'Ukrainienne Dayana Yastremska en finale, (6-2, 7-5) en 1 h 25 de jeu. Elle remporte ainsi son 8e titre et son tout premier en Australie.
À Melbourne, pour le premier Grand chelem de la saison, Barty commence un peu crispée contre Lesia Tsurenko ; elle perd le 1er set 7-5 puis se reprend et finit rapidement 6-1, 6-1. Les second et troisième tours sont plus faciles, puisqu'elle bat successivement Polona Hercog (6-1, 6-4), puis la Kazakh Elena Rybakina (6-3, 6-2). En huitième de finale, elle doit batailler trois sets avant de battre l'Américaine Alison Riske en 1 h 36 de jeu, qu'elle n'avait jamais vaincue auparavant: 6-3, 1-6, 6-4. En 1/4 de finale, elle bat pour la quatrième fois consécutivement Petra Kvitová (7-66, 6-2), en prenant donc sa revanche après sa défaite au même stade contre la même adversaire un an plus tôt. Rejoignant les demies, elle est très accrochée par la jeune Américaine Sofia Kenin. Disposant de deux balles de set dans chaque manche, Ashleigh Barty les perd toutes les quatre et s'incline finalement (6-76, 5-7) en 1 h 45 de jeu. En conférence de presse malgré sa défaite, l'Australienne se montre positive.
Forfait à Dubaï, Ashleigh Barty prend part au tournoi Premier 5 de Doha pour la première fois. Elle bat d'abord la qualifiée Laura Siegemund (6-3, 6-2), et file directement en 1/4 à la suite du forfait de Rybakina. Elle se hisse en demies en battant la finaliste de l'Open d'Australie, Garbiñe Muguruza en trois sets: 6-1, 6-74, 6-2. Mais elle est stoppée aux portes de la finale par sa grande rivale Petra Kvitová (4-6, 6-2, 4-6) en 1 h 51.
En juillet, elle annonce qu'elle ne participera pas à l'US Open à cause du covid-19. Elle annonce également sa non participation pour Roland-Garros alors tenante du titre pour causes de raisons sanitaires et d'une préparation trop juste.

### 2021: deuxième Grand chelem à Wimbledon et domination sur le circuit
Ashleigh Barty démarre sa saison en prenant part au tournoi WTA 500 de Yarra Valley, à Melbourne. Après presque un an sans avoir joué sur le circuit, elle remporte le titre en battant Muguruza en finale, 7-6, 6-4. C'est son 9e tournoi gagné.
À l'Open d'Australie, elle bénéficie d'un tableau plutôt favorable. Elle bat successivement Kovinic (6-0, 6-0), Gravilova (6-1, 7-6) avec un bandage à la cuisse qui interroge, puis la tête de série no 29 Alexandrova (6-2, 6-4). En 1/8è de finale, la no 1 mondiale écarte Rogers (6-3, 6-4) pour atteindre les 1/4 de finale pour la deuxième année consécutive. Favorite contre Muchova, elle mène 6-1, 2-1 break, puis, étonnamment, perd le fil pour s'incliner finalement 3-6 et 2-6 aux deux manches suivantes.
Une semaine après, elle chute d'entrée au tournoi d'Adélaïde, face à Danielle Collins 3-6, 4-6, qui ne l'avait jamais battue auparavant. Dans la foulée, toujours atteinte à la cuisse gauche, elle déclare forfait pour le tournoi WTA 500 de Doha puis le WTA 1000 de Dubaï.
Fin mars et remise de sa blessure, Ashleigh Barty s'aligne au tournoi de Miami (WTA 1000) dont elle est tenante du titre. Elle a décidé de ne pas revenir en Australie avant la fin de l'US Open. De fait, contrainte d'effectuer un voyage de cinquante heures depuis chez elle, "Ash" n'est pas très en jambes face à la qualifiée Kucova, pour son entrée en lice. Elle fait une quarantaine de fautes directes, sauve une balle de match au deuxième set pour remporter ensuite 4 jeux d'affilée et s'imposer finalement 6-3, 4-6, 7-5. En 16e de finale, elle est un peu plus à l'aise pour battre Ostapenko 6-3, 6-2. Au tour suivant, elle s'impose face à Azarenka, sans grande difficultés, malgré un 2e set raté, 6-1, 1-6, 6-2. En quart de finale, face à Sabalenka, qui mène 3 victoires à 2, elle l'emporte 6-4, 6-7, 6-3. En demie, Barty, plus solide de match en match bat Svitolina sans discussion, 6-3, 6-3. En finale, elle affronte pour la première fois la Canadienne Bianca Andreescu. Elle gagne le premier set 6-3, puis breake dans la deuxième manche, avant qu'Andreescu ne se blesse et doive abandonner à 3-6, 0-4. Ashleigh Barty remporte ainsi son deuxième titre en Floride.
Une semaine après, sur la terre battue verte de Charleston (WTA 500, Caroline du sud), l'Australienne s'incline en quart de finale contre l'Espagnole Paula Badosa.
Mi-avril, la numéro 1 mondiale participe pour la première fois au tournoi WTA 500 de Stuttgart. En 8e, elle écarte facilement l'Allemande Siegemund 6-0, 7-5; elle est plus en difficulté en 1/4 pour battre Karolína Plíšková, 2-6, 6-1, 7-5. De la même manière, Ashleigh Barty perd le premier set de sa demi-finale contre Svitolina mais l'emporte finalement 4-6, 7-6, 6-2. Enfin, en finale, si elle perd aussi la première manche contre Sabalenka 3-6, elle hausse le niveau de son jeu et gagne finalement 6-0, 6-3, s'adjugeant ainsi son 3e titre de l'année, son 11e en carrière et 2e sur terre battue. Juste après la remise du trophée, l'Australienne, associée à l'Américaine Jennifer Brady, joue et gagne la finale du double.
Au tournoi de Madrid (WTA 1000), Ashleigh Barty effectue un excellent parcours, écartant notamment la vainqueure de Roland-Garros Iga Świątek et Petra Kvitová. Elle échoue néanmoins en finale contre Sabalenka 0-6, 6-3, 4-6. À Rome (WTA 1000) une semaine après, elle atteint les quarts de finale où elle mène 6-4, 2-1 contre Coco Gauff ; blessée au bras droit elle abandonne pour préserver ses chances aux Internationaux de France. Mais à Roland-Garros, l'Australienne se blesse à la hanche à l'entraînement et doit abandonner au 2è tour contre Magda Linette. Elle déclare ensuite forfait pour le tournoi WTA 500 de Berlin sur gazon.
Arrivant donc à Wimbledon sans un match sur gazon et tout juste guérie, Ash Barty démarre sans beaucoup de repères. Bénéficiant d'un tableau plutôt favorable, elle écarte en première semaine Suárez-Navarro en trois sets au premier tour, puis, en deux sets, Blinkova et Siniakova. En 1/8è, elle bat en deux sets la lauréate de Roland-Garros, Krejciková. En 1/4, elle domine facilement sa compatriote Tomljanovic, puis en demie, réalise un gros match contre l'ancienne vainqueure Angelique Kerber. Parvenant en finale, Ashleigh Barty triomphe de Plíšková 6-3, 6-7, 6-3 et remporte ainsi son premier Wimbledon; cela, 50 ans après sa compatriote, mentore et amie Evonne Goolagong, à qui elle a rendu hommage toute la quinzaine en portant une tenue en partie similaire à la sienne.
Fin juillet, l'Australienne se rend à Tokyo pour les Jeux olympiques. En simple, elle se fera éliminer dès le premier tour par l'Espagnole Sara Sorribes Tormo. En double, associée à Storm Sanders, elle perd en quart de finale. L'Australie obtiendra quand même une médaille de bronze grâce au double mixte formé par Barty et John Peers. 
Ensuite, Ashleigh Barty déclare forfait pour le WTA 1000 de Montréal. L'Australienne fera son retour au WTA 1000 de Cincinnati, qu'elle remportera, en battant notamment Azarenka, Krejciková et Kerber. Malheureusement pour elle, à l'US Open, la réussite ne sera plus au rendez-vous. Malgré deux premiers tours très solides, elle s'incline au 3e contre Shelby Rogers, alors qu'elle menait un set, deux breaks d'avance. Usée physiquement et mentalement après cette saison, elle déclarera forfait pour le reste de l'année. Avec cinq titres, dont un Grand chelem et deux WTA 1000, elle terminera néanmoins de nouveau à la place de numéro 1 mondiale.

### 2022:3eGrand Chelem puis retraite sportive
Ashleigh Barty démarre cette nouvelle saison au WTA 500 d'Adelaïde, avec un match difficile contre Coco Gauff, qu'elle remporte en trois sets après avoir été menée un set et un break (4-6, 7-5, 6-1). Elle enchaîne alors des performances très solides, contre Sofia Kenin, la numéro 9 mondiale Iga Świątek, et enfin la Kazakh Elena Rybakina, le tout sans jamais perdre son service. Forte de cette performance, elle arrive en tant que tête de série numéro 1 et favorite du public à l'Open d'Australie, qu'elle n'a jamais remporté malgré une demi-finale en 2020 et un quart en 2021. Elle assume parfaitement ce statut avec des performances très dominantes tout le long du tournoi, ne perdant que 21 jeux pour arriver en finale, et en n'étant breakée qu'une seule fois (pour 13 balles de break sauvées). La finale est bien plus accrochée face à l'Américaine Danielle Collins. Après un premier set maîtrisé, Barty perd deux fois son service, menée 5-1. Il s'ensuit un surprenant retournement de situation, l'Australienne réussissant à trouver la solution face au service de son adversaire dans ce moment clef. Après être revenue à 5 partout, elle conclut au tie-break avec sang froid, prenant quatre des cinq services de l'américaine, qui s'incline finalement 6-3, 7-62,. Elle devient ainsi la première Australienne à remporter le tournoi depuis Chris O'Neil en 1978, ainsi que la 10e joueuse de l'ère Open à remporter un majeur sans perdre de set. Elle demeure invaincue en finale de Grand Chelem.
Le 23 mars 2022, à 25 ans, elle annonce sa retraite sportive,.

## Style de jeu

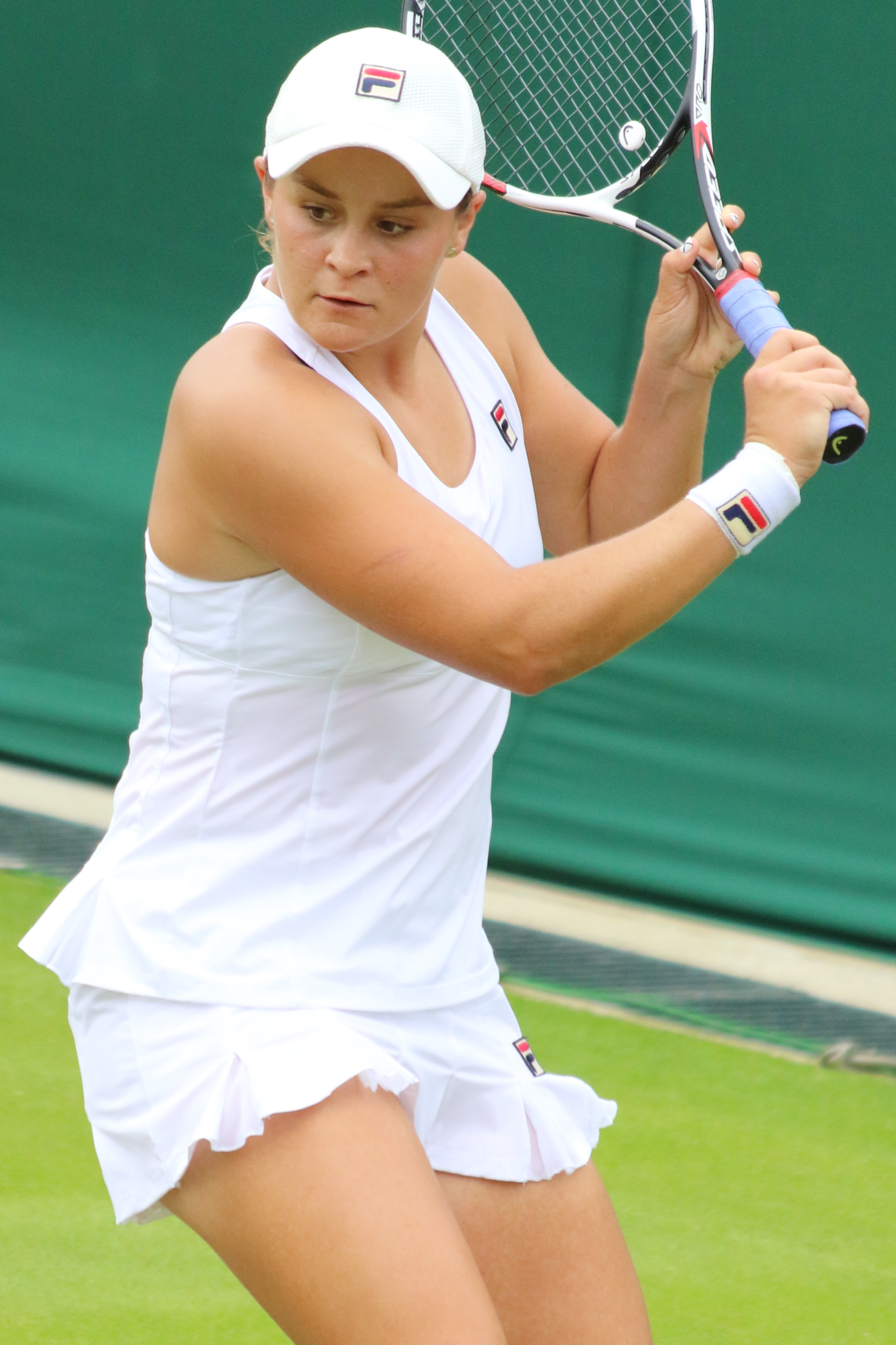
Ash Barty à Wimbledon en 2017.

« Ash » Barty est une attaquante de fond de court dotée d'un jeu varié et complet. Usant d'un service kické, efficace et précis, elle est en 2021 "ace queen", c'est-à-dire la joueuse du circuit réalisant le plus d'aces, malgré sa taille d'1m66. Elle demeure solide dans le jeu long, générant de la percussion grâce à un coup droit puissant et un revers slicé très incisif. Son jeu de jambes et sa vitesse de déplacement lui offrent une excellente couverture du terrain ainsi que d'excellentes qualités défensives. Son placement, sa vitesse d'exécution et sa précision sont remarquables, lui permettant de masquer ses coups ainsi que les trajectoires de ses balles, et trouver des angles surprenants grâce à des frappes courtes croisées qui engendrent des décalages souvent fatals pour ses adversaires. Son coup droit décroisé est également l'une de ses meilleures armes, jouant ainsi le contre pied avec facilité.
À son aise dans toutes les filières de jeu, Barty est l'une des rares joueuses de sa génération à se montrer aussi douée dans le jeu offensif que depuis sa ligne de base. Elle emploie une palette technique complète et maîtrisée, variant ses angles, ses longueurs et ses effets, usant du lift et du slice en coup droit comme en revers (son revers slicé est d'ailleurs réputé), ainsi que d'amorties imprévisibles et d'un jeu à la volée à la fois percutant et subtil. Sa vision et son intelligence de jeu en font une joueuse créative et redoutée.
Ashleigh Barty possède donc un excellent service, ainsi qu'un coup droit pourvu d'un volume et d'une lourdeur remarquablement efficaces. Elle se distingue également par le fait d'avoir été une très bonne joueuse de double, avant et pendant sa prédominance en simple: victorieuse à l'US Open en 2018, elle a également été finaliste des trois autres tournois du Grand Chelem dans cette catégorie, en 2013. Elle en retire une grande habileté au filet, et la faculté d'y monter très régulièrement. Et, si elle s'est effectivement concentrée sur le jeu en simple à partir de 2019, elle n'a jamais cessé de concourir en double: ainsi, juste avant sa victoire en simple à l'Open d'Australie en 2022, elle remporte le tournoi d'Adelaide, à la fois en simple et en double. En plus de cela, et surtout, sa domination tactique tient à sa maîtrise du slice. Elle est une des seules joueuses, avec Ons Jabeur, Barbora Krejčíková, Karolína Muchová ou encore Coco Gauff, à utiliser spontanément cet effet, en revers comme en coup droit. Le revers slicé a en effet été pratiquement abandonné dans le tennis féminin vers la fin des années 2000, principalement en raison de l'hégémonie du jeu "à plat", sans effets ni variations, introduit par Monica Seles et pratiqué notamment par Serena Williams, qui domina le tennis féminin par intermittence de 1999 à 2017. Barty exploite ainsi parfaitement l'extrême difficulté de l'immense majorité des joueuses de sa génération à faire face à ce coup tombé en désuétude, et à le maîtriser. Ce choix tactique se reflète par exemple dans sa manière de tenir la raquette. Ashleigh Barty frappe son revers lifté à deux mains: c'est donc cette prise de raquette qui est retenue sur le papier. Cependant, elle joue la très grande majorité de ses revers en slice, à une main. Elle est donc officiellement une joueuse au revers à deux mains, mais possède également officieusement le meilleur revers à une main du circuit féminin.

## Palmarès

### Titres en simple dames
| No | Date       | Nom et lieu du tournoi               | Catégorie    | Dotation       | Surface      | Finaliste           | Score          |          |
| -- | ---------- | ------------------------------------ | ------------ | -------------- | ------------ | ------------------- | -------------- | -------- |
| 1  | 27-02-2017 | Malaysian Open, Kuala Lumpur         | Intern'l     | 250 000 $      | Dur (ext.)   | Nao Hibino          | 6-3, 6-2       | Parcours |
| 2  | 11-06-2018 | Nature Valley Open, Nottingham       | Intern'l     | 250 000 $      | Gazon (ext.) | Johanna Konta       | 6-3, 3-6, 6-4  | Parcours |
| 3  | 30-10-2018 | WTA Elite Trophy, Zhuhai             | Elite Trophy | 2 280 935 $    | Dur (int.)   | Wang Qiang          | 6-3, 6-4       | Parcours |
| 4  | 19-03-2019 | Miami Open, Miami                    | PREMIER*     | 8 359 455 $    | Dur (ext.)   | Karolína Plíšková   | 7-61, 6-3      | Parcours |
| 5  | 26-05-2019 | Roland-Garros, Paris                 | G. Chelem    | 23 029 029 € $ | Terre (ext.) | Markéta Vondroušová | 6-1, 6-3       | Parcours |
| 6  | 17-06-2019 | Nature Valley Classic, Birmingham    | Premier      | 941 136 $      | Gazon (ext.) | Julia Görges        | 6-3, 7-5       | Parcours |
| 7  | 27-10-2019 | WTA Finals, Shenzhen                 | Masters      | 14 000 000 $   | Dur (int.)   | Elina Svitolina     | 6-4, 6-3       | Parcours |
| 8  | 13-01-2020 | Adelaide International, Adélaïde     | Premier      | 782 900 $      | Dur (ext.)   | Dayana Yastremska   | 6-2, 7-5       | Parcours |
| 9  | 01-02-2021 | Yarra Valley Classic, Melbourne      | WTA 500      | 447 620 $      | Dur (ext.)   | Garbiñe Muguruza    | 7-63, 6-4      | Parcours |
| 10 | 23-03-2021 | Miami Open, Miami                    | WTA 1000     | 3 260 190 $    | Dur (ext.)   | Bianca Andreescu    | 6-3, 4-0 ab.   | Parcours |
| 11 | 19-04-2021 | Porsche Tennis Grand Prix, Stuttgart | WTA 500      | 565 530 $      | Terre (int.) | Aryna Sabalenka     | 3-6, 6-0, 6-3  | Parcours |
| 12 | 28-06-2021 | The Championships, Wimbledon         | G. Chelem    | 35 016 000 $   | Gazon (ext.) | Karolína Plíšková   | 6-3, 6-74, 6-3 | Parcours |
| 13 | 16-08-2021 | Western & Southern Open, Cincinnati  | WTA 1000     | 2 114 989 $    | Dur (ext.)   | Jil Teichmann       | 6-3, 6-1       | Parcours |
| 14 | 03-01-2022 | Adelaide International 1, Adélaïde   | WTA 500      | 703 580 $      | Dur (ext.)   | Elena Rybakina      | 6-3, 6-2       | Parcours |
| 15 | 17-01-2022 | Australian Open, Melbourne           | G. Chelem    | NC             | Dur (ext.)   | Danielle Collins    | 6-3, 7-62      | Parcours |

### Finales en simple dames
| No | Date       | Nom et lieu du tournoi               | Catégorie | Dotation    | Surface      | Vainqueure       | Score           |          |
| -- | ---------- | ------------------------------------ | --------- | ----------- | ------------ | ---------------- | --------------- | -------- |
| 1  | 19-06-2017 | Aegon Classic Birmingham, Birmingham | Premier   | 885 040 $   | Gazon (ext.) | Petra Kvitová    | 4-6, 6-3, 6-2   | Parcours |
| 2  | 24-09-2017 | Dongfeng Motor Wuhan Open, Wuhan     | Premier 5 | 2 666 000 $ | Dur (ext.)   | Caroline Garcia  | 6-73, 7-64, 6-2 | Parcours |
| 3  | 07-01-2018 | Sydney International, Sydney         | Premier   | 799 000 $   | Dur (ext.)   | Angelique Kerber | 6-4, 6-4        | Parcours |
| 4  | 07-01-2019 | Sydney International, Sydney         | Premier   | 757 900 $   | Dur (ext.)   | Petra Kvitová    | 1-6, 7-5, 7-63  | Parcours |
| 5  | 28-09-2019 | China Open, Pékin                    | PREMIER*  | 7 430 905 $ | Dur (ext.)   | Naomi Osaka      | 3-6, 6-3, 6-2   | Parcours |
| 6  | 29-04-2021 | Mutua Madrid Open, Madrid            | WTA 1000  | 6 536 160 $ | Terre (ext.) | Aryna Sabalenka  | 6-0, 3-6, 6-4   | Parcours |

### Titres en double dames
| No | Date       | Nom et lieu du tournoi                  | Catégorie | Dotation      | Surface      | Partenaire        | Finalistes                             | Score            |          |
| -- | ---------- | --------------------------------------- | --------- | ------------- | ------------ | ----------------- | -------------------------------------- | ---------------- | -------- |
| 1  | 10-06-2013 | Aegon Classic Birmingham                | Intern'l  | 235 000 $     | Gazon (ext.) | Casey Dellacqua   | Cara Black Marina Eraković             | 7-5, 6-4         | Parcours |
| 2  | 19-05-2014 | Internationaux de Strasbourg Strasbourg | Intern'l  | 250 000 $     | Terre (ext.) | Casey Dellacqua   | Tatiana Búa Daniela Seguel             | 4-6, 7-5, [10-4] | Parcours |
| 3  | 27-02-2017 | Malaysian Open Kuala Lumpur             | Intern'l  | 250 000 $     | Dur (ext.)   | Casey Dellacqua   | Nicole Melichar Makoto Ninomiya        | 7-65, 6-3        | Parcours |
| 4  | 21-05-2017 | Internationaux de Strasbourg Strasbourg | Intern'l  | 250 000 $     | Terre (ext.) | Casey Dellacqua   | Chan Hao-ching Chan Yung-jan           | 6-4, 6-2         | Parcours |
| 5  | 19-06-2017 | Aegon Classic Birmingham Birmingham     | Premier   | 885 040 $     | Gazon (ext.) | Casey Dellacqua   | Chan Hao-ching Zhang Shuai             | 6-1, 2-6, [10-8] | Parcours |
| 6  | 20-03-2018 | Miami Open Miami                        | PREMIER*  | 7 773 210 $   | Dur (ext.)   | Coco Vandeweghe   | Barbora Krejčíková Kateřina Siniaková  | 6-2, 6-1         | Parcours |
| 7  | 14-05-2018 | Internazionali d'Italia Rome            | Premier 5 | 3 351 720 $   | Terre (ext.) | Demi Schuurs      | Andrea Hlaváčková Barbora Strýcová     | 6-3, 6-4         | Parcours |
| 8  | 06-08-2018 | Coupe Rogers Montréal                   | Premier 5 | 3 000 000 $   | Dur (ext.)   | Demi Schuurs      | Latisha Chan Ekaterina Makarova        | 4-6, 6-3, [10-8] | Parcours |
| 9  | 27-08-2018 | US Open Flushing Meadows                | G. Chelem | 6 140 840 $   | Dur (ext.)   | Coco Vandeweghe   | Tímea Babos Kristina Mladenovic        | 3-6, 7-62, 7-66  | Parcours |
| 10 | 13-05-2019 | Internazionali d'Italia Rome            | Premier 5 | 3 151 788 € $ | Terre (ext.) | Victoria Azarenka | Anna-Lena Grönefeld Demi Schuurs       | 4-6, 6-0, [10-3] | Parcours |
| 11 | 19-04-2021 | Porsche Tennis Grand Prix Stuttgart     | WTA 500   | 565 530 $     | Terre (int.) | Jennifer Brady    | Desirae Krawczyk Bethanie Mattek-Sands | 6-4, 5-7, [10-5] | Parcours |
| 12 | 03-01-2022 | Adelaide International 1 Adélaïde       | WTA 500   | 703 580 $     | Dur (ext.)   | Storm Sanders     | Darija Jurak Andreja Klepač            | 6-1, 6-4         | Parcours |

### Finales en double dames
| No | Date       | Nom et lieu du tournoi          | Catégorie | Dotation     | Surface      | Vainqueures                          | Partenaire        | Score             |          |
| -- | ---------- | ------------------------------- | --------- | ------------ | ------------ | ------------------------------------ | ----------------- | ----------------- | -------- |
| 1  | 14-01-2013 | Australian Open Melbourne       | G. Chelem | 13 712 772 $ | Dur (ext.)   | Sara Errani Roberta Vinci            | Casey Dellacqua   | 6-2, 3-6, 6-2     | Parcours |
| 2  | 24-06-2013 | The Championships Wimbledon     | G. Chelem | 16 775 934 $ | Gazon (ext.) | Hsieh Su-wei Peng Shuai              | Casey Dellacqua   | 7-61, 6-1         | Parcours |
| 3  | 26-08-2013 | US Open Flushing Meadows        | G. Chelem | 17 150 000 $ | Dur (ext.)   | Andrea Hlaváčková Lucie Hradecká     | Casey Dellacqua   | 6-74, 6-1, 6-4    | Parcours |
| 4  | 09-06-2014 | Aegon Classic Birmingham        | Premier   | 710 000 $    | Gazon (ext.) | Raquel Kops-Jones Abigail Spears     | Casey Dellacqua   | 7-61, 6-1         | Parcours |
| 5  | 31-05-2017 | Roland-Garros Paris             | G. Chelem | 16 790 000 $ | Terre (ext.) | Bethanie Mattek-Sands Lucie Šafářová | Casey Dellacqua   | 6-2, 6-1          | Parcours |
| 6  | 25-06-2017 | Aegon International Eastbourne  | Premier   | 819 000 $    | Gazon (ext.) | Chan Yung-jan Martina Hingis         | Casey Dellacqua   | 6-3, 7-5          | Parcours |
| 7  | 20-08-2017 | Connecticut Open New Haven      | Premier   | 776 000 $    | Dur (ext.)   | Gabriela Dabrowski Xu Yifan          | Casey Dellacqua   | 3-6, 6-3, [10-8]  | Parcours |
| 8  | 26-08-2019 | US Open Flushing Meadows        | G. Chelem | 27 689 250 $ | Dur (ext.)   | Elise Mertens Aryna Sabalenka        | Victoria Azarenka | 7-5, 7-5          | Parcours |
| 9  | 06-01-2020 | Brisbane International Brisbane | Premier   | 1 434 900 $  | Dur (ext.)   | Hsieh Su-wei Barbora Strýcová        | Kiki Bertens      | 3-6, 7-67, [10-8] | Parcours |

## Parcours en Grand Chelem

### Victoires (3)
| Année | Tournoi          | Adversaire en finale | Score          |
| 2019  | Roland-Garros    | Markéta Vondroušová  | 6-1, 6-3       |
| 2021  | Wimbledon        | Karolína Plíšková    | 6-3, 64-7, 6-3 |
| 2022  | Open d'Australie | Danielle Collins     | 6-3, 7-62      |

### En simple dames
| Année | Open d'Australie | Open d'Australie   | Internationaux de France | Internationaux de France | Wimbledon       | Wimbledon         | US Open         | US Open           |
| ----- | ---------------- | ------------------ | ------------------------ | ------------------------ | --------------- | ----------------- | --------------- | ----------------- |
| 2011  | —                | —                  | —                        | —                        | —               | —                 | Q1              | Julia Glushko     |
| 2012  | 1er tour (1/64)  | Anna Tatishvili    | 1er tour (1/64)          | Petra Kvitová            | 1er tour (1/64) | Roberta Vinci     | —               | —                 |
| 2013  | 1er tour (1/64)  | Dominika Cibulková | 2e tour (1/32)           | Maria Kirilenko          | Q1              | Stéphanie Foretz  | 2e tour (1/32)  | A. Pavlyuchenkova |
| 2014  | 1er tour (1/64)  | Serena Williams    | 1er tour (1/64)          | Alizé Cornet             | Q3              | Anett Kontaveit   | 1er tour (1/64) | Barbora Strýcová  |
|       |                  |                    |                          |                          |                 |                   |                 |                   |
| 2016  | —                | —                  | —                        | —                        | Q2              | Luksika Kumkhum   | —               | —                 |
| 2017  | 3e tour (1/16)   | Mona Barthel       | 1er tour (1/64)          | Madison Keys             | 1er tour (1/64) | Elina Svitolina   | 3e tour (1/16)  | Sloane Stephens   |
| 2018  | 3e tour (1/16)   | Naomi Osaka        | 2e tour (1/32)           | Serena Williams          | 3e tour (1/16)  | Daria Kasatkina   | 1/8 de finale   | Karolína Plíšková |
| 2019  | 1/4 de finale    | Petra Kvitová      | Victoire                 | Markéta Vondroušová      | 1/8 de finale   | Alison Riske      | 1/8 de finale   | Wang Qiang        |
| 2020  | 1/2 finale       | Sofia Kenin        | —                        | —                        | Annulé          | Annulé            | —               | —                 |
| 2021  | 1/4 de finale    | Karolína Muchová   | 2e tour (1/32)           | Magda Linette            | Victoire        | Karolína Plíšková | 3e tour (1/16)  | Shelby Rogers     |
| 2022  | Victoire         | Danielle Collins   | —                        | —                        | —               | —                 | —               | —                 |

N.B. : à droite du résultat se trouve le nom de l'ultime adversaire.

### En double dames
| Année | Open d'Australie                                                           | Open d'Australie                                                           | Internationaux de France                                                      | Internationaux de France                                                      | Wimbledon                                                                 | Wimbledon        | US Open             | US Open |
| ----- | -------------------------------------------------------------------------- | -------------------------------------------------------------------------- | ----------------------------------------------------------------------------- | ----------------------------------------------------------------------------- | ------------------------------------------------------------------------- | ---------------- | ------------------- | ------- |
| 2012  | 1er tour (1/32) Robson \|\| style="text-align:left;" \| Cibulková Craybas  | —                                                                          | —                                                                             | —                                                                             | —                                                                         | —                | —                   |         |
| 2013  | Finale Dellacqua                                                           | Errani Vinci                                                               | 1er tour (1/32) Dellacqua \|\| style="text-align:left;" \| Barthel Dekmeijere | Finale Dellacqua                                                              | Hsieh S-w. Peng Shuai                                                     | Finale Dellacqua | Hlaváčková Hradecká |         |
| 2014  | 2e tour (1/16) Dellacqua \|\| style="text-align:left;" \| Babos Martić     | 1/4 de finale Dellacqua \|\| style="text-align:left;" \| Errani Vinci      | 1/4 de finale Dellacqua \|\| style="text-align:left;" \| Errani Vinci         | 1er tour (1/32) Dellacqua \|\| style="text-align:left;" \| Dabrowski Rosolska |                                                                           |                  |                     |         |
|       |                                                                            |                                                                            |                                                                               |                                                                               |                                                                           |                  |                     |         |
| 2016  | —                                                                          | —                                                                          | —                                                                             | —                                                                             | 1er tour (1/32) Robson \|\| style="text-align:left;" \| Chan H. Chan Y.   | —                | —                   |         |
| 2017  | 1/4 de finale Dellacqua \|\| style="text-align:left;" \| Garcia Mladenovic | Finale Dellacqua                                                           | Mattek-Sands Šafářová                                                         | 1/4 de finale Dellacqua \|\| style="text-align:left;" \| Makarova Vesnina     | 2e tour (1/16) Dellacqua \|\| style="text-align:left;" \| Aoyama Yang Zh. |                  |                     |         |
| 2018  | 2e tour (1/16) Dellacqua \|\| style="text-align:left;" \| Brady King       | 1er tour (1/32) Vandeweghe \|\| style="text-align:left;" \| Jurak Vekić    | —                                                                             | —                                                                             | Victoire Vandeweghe                                                       | Babos Mladenovic |                     |         |
| 2019  | 2e tour (1/16) Azarenka \|\| style="text-align:left;" \| Brady Riske       | 1/8 de finale Azarenka \|\| style="text-align:left;" \| Stosur Zhang Shuai | 3e tour (1/8) Azarenka \|\| Forfait                                           | Finale Azarenka                                                               | Mertens Sabalenka                                                         |                  |                     |         |
| 2020  | 2e tour (1/16) Görges \|\| style="text-align:left;" \| Babos Mladenovic    | —                                                                          | —                                                                             | Annulé                                                                        | Annulé                                                                    | —                | —                   |         |
| 2021  | 2e tour (1/16) Brady \|\| style="text-align:left;" \| Mertens Sabalenka    | —                                                                          | —                                                                             | —                                                                             | —                                                                         | —                | —                   |         |

N.B. : le nom de la partenaire se trouve sous le résultat ; les noms des ultimes adversaires se trouvent à droite.

### En double mixte
| Année | Open d'Australie                                                         | Open d'Australie                                                         | Internationaux de France                                            | Internationaux de France                                               | Wimbledon                                                                | Wimbledon | US Open | US Open |
| ----- | ------------------------------------------------------------------------ | ------------------------------------------------------------------------ | ------------------------------------------------------------------- | ---------------------------------------------------------------------- | ------------------------------------------------------------------------ | --------- | ------- | ------- |
| 2012  | 1er tour (1/16) Mitchell \|\| style="text-align:left;" \| Janković Tomic | —                                                                        | —                                                                   | —                                                                      | —                                                                        | —         | —       |         |
| 2013  | 1er tour (1/16) Sock \|\| style="text-align:left;" \| Hsieh S-w. Bopanna | 1er tour (1/16) Bopanna \|\| style="text-align:left;" \| Hradecká Čermák | 1/4 de finale Peers \|\| style="text-align:left;" \| Raymond Soares | 2e tour (1/8) Peers \|\| style="text-align:left;" \| Hradecká Čermák   |                                                                          |           |         |         |
| 2014  | 2e tour (1/8) Peers \|\| style="text-align:left;" \| Srebotnik Bopanna   | —                                                                        | —                                                                   | 1/8 de finale Peers \|\| style="text-align:left;" \| Mladenovic Nestor | 1/4 de finale Peers \|\| style="text-align:left;" \| Townsend Young      |           |         |         |
|       |                                                                          |                                                                          |                                                                     |                                                                        |                                                                          |           |         |         |
| 2018  | —                                                                        | —                                                                        | —                                                                   | —                                                                      | 1er tour (1/32) Kokkinakis \|\| style="text-align:left;" \| Olaru Martin | —         | —       |         |

N.B. : le nom du partenaire se trouve sous le résultat ; les noms des ultimes adversaires se trouvent à droite.

## Parcours en «Premier» et WTA 1000
Les tournois WTA « Premier Mandatory » et « Premier 5 » (entre 2009 et 2020) et WTA 1000 (à partir de 2021) constituent les catégories d'épreuves les plus prestigieuses, après les quatre levées du Grand Chelem. 

De 2009 à 2023, les tournois Premier Mandatory (dits tournois WTA 1000 obligatoires entre 2021 et 2023) regroupent Indian Wells, Miami, Madrid et Pékin, les autres constituant les tournois Premier 5 (tournois WTA 1000 non-obligatoires). À partir de 2024, le nombre de tournois WTA 1000 passe à 10 par saison (fin de l’alternance Doha / Dubaï), ces derniers devenant tous obligatoires et offrant tous 1000 points à la vainqueure (contre 900 points précédemment pour les tournois Premier 5).

### En simple dames
| Année |       |              |                       |                            |                            |                             |                              |                           |                            |                             |                         |                         |
|       | Doha  | Indian Wells | Miami                 | Madrid                     | Rome                       | Canada                      | Cincinnati                   | Pékin                     | Wuhan                      | Wuhan                       |                         |                         |
|       | Dubaï | Indian Wells | Miami                 | Madrid                     | Rome                       | Canada                      | Cincinnati                   | Pékin                     | Wuhan                      | Wuhan                       |                         |                         |
|       |       | Indian Wells | Miami                 | Madrid                     | Rome                       | Canada                      | Cincinnati                   | Pékin                     | Wuhan                      | Wuhan                       |                         |                         |
| 2017  |       |              |                       |                            | 2e tour (1/32) S. Stosur   |                             |                              | 3e tour (1/8) G. Muguruza | 3e tour (1/8) C. Wozniacki | 2e tour (1/16) E. Svitolina | Finale C. Garcia        | Finale C. Garcia        |
| 2018  |       |              |                       | 2e tour (1/32) M. Sákkari  | 4e tour (1/8) E. Svitolina | 2e tour (1/16) C. Wozniacki | 1er tour (1/32) M. Sharapova | 1/2 finale S. Halep       | 3e tour (1/16) S. Halep    |                             | 1/2 finale A. Sabalenka | 1/2 finale A. Sabalenka |
| 2019  |       |              |                       | 4e tour (1/8) E. Svitolina | Victoire Ka. Plíšková      | 1/4 de finale S. Halep      | 3e tour (1/8) K. Mladenovic  | 2e tour (1/16) S. Kenin   | 1/2 finale S. Kuznetsova   | Finale N. Osaka             | 1/2 finale A. Sabalenka | 1/2 finale A. Sabalenka |
| 2020  |       |              | 1/2 finale P. Kvitová | Annulé                     | Annulé                     | Annulé                      |                              | Annulé                    |                            | Annulé                      | Annulé                  | Annulé                  |
| 2021  |       |              |                       |                            | Victoire B. Andreescu      | Finale A. Sabalenka         | 1/4 de finale C. Gauff       |                           | Victoire J. Teichmann      | Annulé                      | Annulé                  | Annulé                  |

Sous le résultat, l’ultime adversaire.
1. 1 2   Les tournois de Doha et Dubaï alternent le statut de tournoi WTA 1000 (ex Premier 5) entre 2009 et 2023 : les trois premières éditions ont lieu à Dubaï, les trois suivantes à Doha, puis Dubaï accueille le tournoi de cette catégorie les années impaires et Dubaï les années paires. De 2011 à 2023, la ville qui n’accueille pas de WTA 1000 organise à la place un tournoi WTA 500 (ex Premier).
2. 1 2 3 4 5 6   L’ordre de déroulement des tournois a évolué depuis 2009 : Rome se dispute avant Madrid et Cincinnati avant Montréal/Toronto jusqu’en 2010, tandis que Tokyo (2009-2013)-Wuhan (2014-2019, 2024-)-Guadalajara (2022-2023) ont lieu avant Pékin jusqu’en 2023.
3. 1 2 3 4 5 6 7 8  Du fait de la pandémie de Covid-19, les tournois d’Indian Wells, de Miami, de Madrid, du Canada, de Wuhan et de Pékin sont annulés en 2020. Ces deux derniers le sont également en 2021. Pour des raisons d’organisation, le tournoi de Cincinnati 2020 a exceptionnellement lieu à Flushing Meadows à New York.

## Parcours aux Masters

### En simple dames
| # | Date       | Nom de l'édition    | ($)        | Surface    | Résultat | Ultime(s) adversaire(s) | Score    |          |
| - | ---------- | ------------------- | ---------- | ---------- | -------- | ----------------------- | -------- | -------- |
| 1 | 27/10/2019 | WTA Finals Shenzhen | 14 000 000 | Dur (int.) | Victoire | Elina Svitolina         | 6-4, 6-3 | Parcours |

### En double dames
| # | Date       | Nom de l'édition                 | ($)       | Surface    | Résultat      | Partenaire      | Ultimes adversaires             | Score              |          |
| - | ---------- | -------------------------------- | --------- | ---------- | ------------- | --------------- | ------------------------------- | ------------------ | -------- |
| 1 | 22/10/2017 | BNP Paribas WTA Finals Singapour | 7 000 000 | Dur (int.) | 1/4 de finale | Casey Dellacqua | Kiki Bertens Johanna Larsson    | 7-67, 6-71, [10-6] | Parcours |
| 2 | 21/10/2018 | BNP Paribas WTA Finals Singapour | 7 000 000 | Dur (int.) | 1/2 finale    | Coco Vandeweghe | Tímea Babos Kristina Mladenovic | 6-75, 6-3, [10-8]  | Parcours |

## Parcours aux Jeux olympiques

### En simple dames
| # | Date       | Nom de l'olympiade         | Surface    | Résultat        | Ultime adversaire   | Score    |          |
| - | ---------- | -------------------------- | ---------- | --------------- | ------------------- | -------- | -------- |
| 1 | 31/07/2021 | Olympic Tennis Event Tokyo | Dur (ext.) | 1er tour (1/32) | Sara Sorribes Tormo | 6-4, 6-3 | Parcours |

### En double dames
| # | Date       | Nom de l'olympiade         | Surface    | Résultat      | Partenaire    | Ultimes adversaires                   | Score            |          |
| - | ---------- | -------------------------- | ---------- | ------------- | ------------- | ------------------------------------- | ---------------- | -------- |
| 1 | 31/07/2021 | Olympic Tennis Event Tokyo | Dur (ext.) | 1/4 de finale | Storm Sanders | Barbora Krejčíková Kateřina Siniaková | 3-6, 6-4, [10-7] | Parcours |

### En double mixte
| # | Date       | Nom de l'olympiade         | Surface    | Résultat | Partenaire | Ultimes adversaires            | Score   |          |
| - | ---------- | -------------------------- | ---------- | -------- | ---------- | ------------------------------ | ------- | -------- |
| 1 | 31/07/2021 | Olympic Tennis Event Tokyo | Dur (ext.) | Bronze   | John Peers | Nina Stojanović Novak Djokovic | Forfait | Parcours |

## Parcours en Fed Cup
| #                                                                         | Date       | Lieu      | Surface      | Gagnante(s)                         | Perdante(s)                         | Score             |          |
| ------------------------------------------------------------------------- | ---------- | --------- | ------------ | ----------------------------------- | ----------------------------------- | ----------------- | -------- |
|                                                                           |            |           |              |                                     |                                     |                   |          |
| 2013 - 1er tour (groupe mondial) - République tchèque - Australie - 4 : 0 |            |           |              |                                     |                                     |                   |          |
| 1                                                                         | 09/02/2013 | Ostrava   | Dur (int.)   | Andrea Hlaváčková Lucie Hradecká    | Ashleigh Barty Casey Dellacqua      | 6-0, 7-61         | Parcours |
|                                                                           |            |           |              |                                     |                                     |                   |          |
| 2013 - Barrage (groupe mondial I) - Suisse - Australie - 1 : 3            |            |           |              |                                     |                                     |                   |          |
| 2                                                                         | 20/04/2013 | Chiasso   | Terre (ext.) | Ashleigh Barty                      | Stefanie Vögele                     | 6-3, 6-4          | Parcours |
|                                                                           |            |           |              |                                     |                                     |                   |          |
| 2014 - 1er tour (groupe mondial) - Australie - Russie - 4 : 0             |            |           |              |                                     |                                     |                   |          |
| 3                                                                         | 08/02/2014 | Hobart    | Dur (ext.)   | Ashleigh Barty Casey Dellacqua      | Irina Khromacheva Valeria Solovieva | 6-1, 6-3          | Parcours |
|                                                                           |            |           |              |                                     |                                     |                   |          |
| 2014 - 1/2 finale (groupe mondial) - Australie - Allemagne - 1 : 3        |            |           |              |                                     |                                     |                   |          |
| 4                                                                         | 19/04/2014 | Brisbane  | Dur (ext.)   | Ashleigh Barty Casey Dellacqua      | Julia Görges Anna-Lena Grönefeld    | 6-2, 6-75, [10-2] | Parcours |
|                                                                           |            |           |              |                                     |                                     |                   |          |
| 2017 - 1er tour (groupe mondial II) - Ukraine - Australie : 3 : 1         |            |           |              |                                     |                                     |                   |          |
| 5                                                                         | 11/02/2017 | Kharkiv   | Dur (int.)   | Elina Svitolina                     | Ashleigh Barty                      | 4-6, 6-1, 6-2     | Parcours |
| 5                                                                         | 11/02/2017 | Kharkiv   | Dur (int.)   | Ashleigh Barty Casey Dellacqua      | Nadiia Kichenok Olga Savchuk        | 6-2, 2-6, [10-8]  | Parcours |
|                                                                           |            |           |              |                                     |                                     |                   |          |
| 2017 - Barrage (groupe mondial II) - Serbie - Australie : 0 : 4           |            |           |              |                                     |                                     |                   |          |
| 6                                                                         | 22/04/2017 | Zrenjanin | Dur (int.)   | Ashleigh Barty                      | Aleksandra Krunić                   | 6-4, 6-3          | Parcours |
| 6                                                                         | 22/04/2017 | Zrenjanin | Dur (int.)   | Ashleigh Barty Casey Dellacqua      | Ivana Jorović Nina Stojanović       | 6-1, 7-5          | Parcours |
|                                                                           |            |           |              |                                     |                                     |                   |          |
| 2018 - 1er tour (groupe mondial II) - Australie - Ukraine : 3 : 2         |            |           |              |                                     |                                     |                   |          |
| 7                                                                         | 10/02/2018 | Canberra  | Gazon (ext.) | Ashleigh Barty                      | Lyudmyla Kichenok                   | 4-6, 6-1, 6-4     | Parcours |
| 7                                                                         | 10/02/2018 | Canberra  | Gazon (ext.) | Ashleigh Barty                      | Marta Kostyuk                       | 6-2, 6-3          | Parcours |
| 7                                                                         | 10/02/2018 | Canberra  | Gazon (ext.) | Ashleigh Barty Casey Dellacqua      | Lyudmyla Kichenok Nadiia Kichenok   | 6-3, 6-4          | Parcours |
|                                                                           |            |           |              |                                     |                                     |                   |          |
| 2019 - Finale - Australie - France : 2 : 3                                |            |           |              |                                     |                                     |                   |          |
| 8                                                                         | 10/11/2019 | Perth     | Dur          | Ashleigh Barty                      | Caroline Garcia                     | 6-0, 6-0          | Parcours |
| 8                                                                         | 10/11/2019 | Perth     | Dur          | Kristina Mladenovic                 | Ashleigh Barty                      | 2-6, 6-4, 7-6     | Parcours |
| 8                                                                         | 10/11/2019 | Perth     | Dur          | Kristina Mladenovic Caroline Garcia | Ashleigh Barty Samantha Stosur      | 6-4, 6-3          | Parcours |

## Records et statistiques

### Confrontations avec ses principales adversaires
Confrontations lors des différents tournois WTA avec ses principales adversaires (5 confrontations minimum et avoir été membre du top 10). Classement par pourcentage de victoires. Situation au 11 septembre 2023 :
Les joueuses retraitées sont en gris.
| Joueuse           | Meilleur classement | Confrontations | Victoires | Défaites | Pourcentage de victoires | Dernière confrontation                         |
| ----------------- | ------------------- | -------------- | --------- | -------- | ------------------------ | ---------------------------------------------- |
| Elina Svitolina   | 3                   | 8              | 3         | 5        | 37.5                     | victoire (4-6, 7-65, 6-2) à Stuttgart 2021     |
| Petra Kvitová     | 2                   | 10             | 5         | 5        | 50                       | victoire (6-1, 3-6, 6-3) à Madrid 2021         |
| Aryna Sabalenka   | 1                   | 8              | 4         | 4        | 50                       | défaite (0-6, 6-3, 4-6) à Madrid 2021          |
| Angelique Kerber  | 1                   | 6              | 4         | 2        | 66.7                     | victoire (6-2, 7-5) à Cincinnati 2021          |
| Sofia Kenin       | 4                   | 7              | 5         | 2        | 71.4                     | victoire (6-3, 6-4) à Adélaïde 1 2022          |
| Karolína Plíšková | 1                   | 8              | 6         | 2        | 75                       | victoire (6-3, 64-7, 6-3) à Wimbledon 2021     |
| Danielle Collins  | 7                   | 5              | 4         | 1        | 80                       | victoire (6-3, 7-62) à l'Open d'Australie 2022 |
| María Sákkari     | 3                   | 5              | 4         | 1        | 80                       | victoire (7-5, 6-3) à l'US Open 2019           |
| Kiki Bertens      | 4                   | 6              | 5         | 1        | 83,3                     | défaite (6-3, 3-6, 4-6) au Masters 2019        |

### Victoires sur le top 10
Toutes ses victoires sur des joueuses classées dans le top 10 de la WTA lors de la rencontre.
| Légende            |
| Grand Chelem       |
| Masters            |
| Premier / WTA 1000 |
| WTA 500            |
| WTA 250            |
| Fed Cup            |

| #  |       |  | Tournoi          | Année | Surface             |                   | Adversaire         | Rang   | Tour            | Score          | Tableau |
| -- | ----- |  | ---------------- | ----- | ------------------- | ----------------- | ------------------ | ------ | --------------- | -------------- | ------- |
| 1  | no 48 |  | Cincinnati       | 2017  | Dur                 |                   | Venus Williams     | no 9   | 1/16            | 6-3, 2-6, 6-2  | Tableau |
| 2  | no 37 |  | Wuhan            | 2017  | Dur                 |                   | Johanna Konta      | no 7   | 1/16            | 6-0, 4-6, 7-63 | Tableau |
| 3  | no 37 |  | Wuhan            | 2017  | Dur                 | Karolína Plíšková | no 4               | 1/4    | 4-6, 7-63, 7-62 |                | Tableau |
| 4  | no 37 |  | Wuhan            | 2017  | Dur                 | Jeļena Ostapenko  | no 10              | 1/2    | 6-3, 6-0        |                | Tableau |
| 5  | no 17 |  | Wuhan            | 2018  | Dur                 |                   | Angelique Kerber   | no 3   | 1/8             | 7-5, 6-1       | Tableau |
| 6  | no 15 |  | Sydney           | 2019  | Dur                 |                   | Simona Halep       | no 1   | 1/8             | 6-4, 6-4       | Tableau |
| 7  | no 15 |  | Sydney           | 2019  | Dur                 | Kiki Bertens      | no 9               | 1/2    | 64-7, 6-4, 7-5  |                | Tableau |
| 8  | no 11 |  | Miami            | 2019  | Dur                 |                   | Kiki Bertens       | no 8   | 1/8             | 4-6, 6-3, 6-2  | Tableau |
| 9  | no 11 |  | Miami            | 2019  | Dur                 | Petra Kvitová     | no 3               | 1/4    | 7-66, 3-6, 6-2  |                | Tableau |
| 10 | no 11 |  | Miami            | 2019  | Dur                 | Karolína Plíšková | no 7               | Finale | 7-61, 6-3       |                | Tableau |
| 11 | no 9  |  | Fed Cup          | 2019  | Dur                 |                   | Aryna Sabalenka    | no 10  | 1/2             | 6-2, 6-2       | Tableau |
| 12 | no 1  |  | Pékin            | 2019  | Dur                 |                   | Petra Kvitová      | no 7   | 1/4             | 4-6, 6-4, 6-3  | Tableau |
| 13 | no 1  |  | Pékin            | 2019  | Dur                 | Kiki Bertens      | no 8               | 1/2    | 6-3, 3-6, 7-67  |                | Tableau |
| 14 | no 1  |  | Masters          | 2019  | Dur (int.)          |                   | Belinda Bencic     | no 7   | Poules          | 5-7, 6-1, 6-2  | Tableau |
| 15 | no 1  |  | Masters          | 2019  | Dur (int.)          | Petra Kvitová     | no 6               | Poules | 6-4, 6-2        |                | Tableau |
| 16 | no 1  |  | Masters          | 2019  | Dur (int.)          | Karolína Plíšková | no 2               | 1/2    | 4-6, 6-2, 6-3   |                | Tableau |
| 17 | no 1  |  | Masters          | 2019  | Dur (int.)          | Elina Svitolina   | no 8               | Finale | 6-4, 6-3        |                | Tableau |
| 18 | no 1  |  | Open d'Australie | 2020  | Dur                 |                   | Petra Kvitová      | no 8   | 1/4             | 7-66, 6-2      | Tableau |
| 19 | no 1  |  | Miami            | 2021  | Dur                 |                   | Aryna Sabalenka    | no 8   | 1/4             | 6-4, 6-75, 6-3 | Tableau |
| 20 | no 1  |  | Miami            | 2021  | Dur                 | Elina Svitolina   | no 5               | 1/2    | 6-3, 6-3        |                | Tableau |
| 21 | no 1  |  | Miami            | 2021  | Dur                 | Bianca Andreescu  | no 9               | Finale | 6-3, 4-0 ab.    |                | Tableau |
| 22 | no 1  |  | Stuttgart        | 2021  | Terre battue (int.) |                   | Karolína Plíšková  | no 9   | 1/4             | 2-6, 6-1, 7-5  | Tableau |
| 23 | no 1  |  | Stuttgart        | 2021  | Terre battue (int.) | Elina Svitolina   | no 5               | 1/2    | 4-6, 7-65, 6-2  |                | Tableau |
| 24 | no 1  |  | Stuttgart        | 2021  | Terre battue (int.) | Aryna Sabalenka   | no 7               | Finale | 3-6, 6-0, 6-3   |                | Tableau |
| 25 | no 1  |  | Cincinnati       | 2021  | Dur                 |                   | Barbora Krejčíková | no 10  | 1/4             | 6-2, 6-4       | Tableau |
| 26 | no 1  |  | Adélaïde         | 2022  | Dur                 |                   | Iga Świątek        | no 9   | 1/2             | 6-2, 6-4       | Tableau |

## Classements WTA en fin de saison
| Année          | 2011 | 2012 | 2013 | 2014 |  | 2016 | 2017 | 2018 | 2019 | 2020 | 2021 |
| Rang en simple | 669  | 195  | 164  | 218  |  | 325  | 17   | 15   | 1    | 1    | 1    |
| Rang en double | –    | 172  | 12   | 39   |  | 263  | 11   | 7    | 19   | 14   | 102  |

Source : (en) Classements de Ashleigh Barty sur le site officiel de la Fédération internationale de tennis

### Périodes au rang de numéro un mondiale
| # | Précédée par   | Dates                   | Suivie par     | Nombre de semaines | Cumul |
| - | -------------- | ----------------------- | -------------- | ------------------ | ----- |
| 1 | Naomi Osaka    | 24/06/2019 - 11/08/2019 | Naomi Osaka    | 7                  | 7     |
| 2 | Naomi Osaka    | 09/09/2019 - 22/03/2020 | Ashleigh Barty | 28                 | 35    |
| 3 | Ashleigh Barty | 10/08/2020 - 03/04/2022 | Iga Świątek    | 86                 | 121   |